# Zenith (urfabrikant)
 For alternative betydninger, se Zenit (flertydig). (Se også artikler, som begynder med Zenit)
Zenith SA er en schweizisk producent af luksusure. Selskabet blev grundlagt i 1865 af Georges Favre-Jacot i en alder af 22 år i byen Le Locle i kantonen Neuchâtel. Zenith blev købt af LVMH i november 1999, hvor det blev et af de adskillige ur- og smykkeselskaber i konglomeratets portefolio, som også inkluderer TAG Heuer og Hublot. Den nuværende CEO er Julien Tornare, der tog over efter Jean-Claude Biver. Zenith er en af de schweiziske urfabrikanter som stadig selv producerer urværkerne til deres ure.

## Galleri
- Chronograph El Primero, første version 1970
- Zenith El Primero
- Zenith El Primero
- Zenith El Primero
- Zenith El Primero
- Zenith lommeur ca. 1900–1910 (originalt urværk, men ikke original urkasse)
- Mekanikken i Zenith lommeur ca. 1900–1910 (originalt urværk, men ikke original urkasse)
- Zenith Grande Chronomaster XXT, Quantième perpétuel